# Ethan Bear
Ethan Bear (* 26. června 1997) je profesionální kanadský hokejový obránce momentálně hrající v týmu Vancouver Canucks v severoamerické lize NHL. 

## Hráčská kariéra
Je potomkem původních obyvatel amerického kontinentu, konkrétně kmene Kríů. Vyrůstal v rezervaci Ochapowace v provincii Saskatchewan a několikrát se stal tečem rasistických útoků ze strany fanoušků na internetu.

V roce 2015 byl draftován v 5. kole z celkové 124. pozice Edmontonem. V červenci 2016 s klubem podepsal tříletou nováčkovskou smlouvu. V NHL debutoval 1. března 2018 v zápase proti Nashvillu. 28. prosince 2020 prodloužil smlouvu s Edmontem o další dva roky. Následně byl v červenci 2021 vyměněn do Caroliny. K další výměně došlo na začátku sezony 2022/23, kdy zamířil do Vancouveru.

## Klubové statistiky
| Sezóna      | Klub                 | Soutěž      |     | Základní část | Základní část | Základní část | Základní část | Základní část |   | Play off | Play off | Play off | Play off | Play off |
| Sezóna      | Klub                 | Soutěž      | Z   | G             | A             | B             | TM            | Z             | G | A        | B        | TM       |          |          |
| 2012–13     | Seattle Thunderbirds | WHL         | 1   | 0             | 0             | 0             | 0             | —             | — | —        | —        | —        |          |          |
| 2013–14     | Seattle Thunderbirds | WHL         | 58  | 6             | 13            | 19            | 18            | 9             | 2 | 2        | 4        | 6        |          |          |
| 2014–15     | Seattle Thunderbirds | WHL         | 69  | 13            | 25            | 38            | 23            | 6             | 1 | 2        | 3        | 0        |          |          |
| 2015–16     | Seattle Thunderbirds | WHL         | 69  | 19            | 46            | 65            | 33            | 18            | 8 | 14       | 22       | 8        |          |          |
| 2016–17     | Seattle Thunderbirds | WHL         | 67  | 28            | 42            | 70            | 21            | 17            | 6 | 20       | 26       | 12       |          |          |
| 2017–18     | Bakersfield Condors  | AHL         | 37  | 6             | 12            | 18            | 12            | —             | — | —        | —        | —        |          |          |
| 2017–18     | Edmonton Oilers      | NHL         | 18  | 1             | 3             | 4             | 10            | —             | — | —        | —        | —        |          |          |
| 2018–19     | Bakersfield Condors  | AHL         | 52  | 6             | 25            | 31            | 34            | 8             | 2 | 2        | 4        | 4        |          |          |
| 2019–20     | Edmonton Oilers      | NHL         | 71  | 5             | 16            | 21            | 33            | 4             | 0 | 0        | 0        | 0        |          |          |
| 2020–21     | Edmonton Oilers      | NHL         | 43  | 2             | 6             | 8             | 14            | 4             | 0 | 0        | 0        | 2        |          |          |
| 2021–22     | Carolina Hurricanes  | NHL         | 58  | 5             | 9             | 14            | 20            | —             | — | —        | —        | —        |          |          |
| 2022–23     | Vancouver Canucks    | NHL         | 61  | 3             | 13            | 16            | 25            | —             | — | —        | —        | —        |          |          |
| 2023-24     | Washington Capitals  | NHL         | 24  | 1             | 3             | 4             | 10            | —             | — | —        | —        | —        |          |          |
| NHL celkově | NHL celkově          | NHL celkově | 275 | 17            | 50            | 67            | 112           | 8             | 0 | 0        | 0        | 2        |          |          |

### Reprezentační statistiky
| Rok            | Tým            | Soutěž         | Z  | G | A | B | TM |
| -------------- | -------------- | -------------- | -- | - | - | - | -- |
| 2014           | Kanada 18      | MIH            | 5  | 1 | 1 | 2 | 2  |
| 2015           | Kanada 18      | MS18           | 7  | 0 | 3 | 3 | 6  |
| Junioři celkem | Junioři celkem | Junioři celkem | 17 | 1 | 5 | 6 | 8  |